# Petuelring
Petuelring - stacja metra w Monachium, na linii U3. Stacja została otwarta 8 maja 1972.